# Без консервантов
«Без консервантов» — дебютный альбом группы Lumen. Записан в 2003 году. В альбоме 18 композиций.

## Список композиций
| №                   | Название                                        | Длительность |
| ------------------- | ----------------------------------------------- | ------------ |
| 1.                  | «Sid & Nancy»                                   | 3:08         |
| 2.                  | «Харакири (песня группы «Гражданская оборона»)» | 2:21         |
| 3.                  | «Отвалите!»                                     | 2:23         |
| 4.                  | «Моё время»                                     | 2:22         |
| 5.                  | «Кофе»                                          | 2:47         |
| 6.                  | «Мне в другую сторону»                          | 4:03         |
| 7.                  | «Волк»                                          | 3:04         |
| 8.                  | «Fuck Off!!!»                                   | 2:04         |
| 9.                  | «Синяя птица»                                   | 2:53         |
| 10.                 | «Катёнки»                                       | 3:06         |
| 11.                 | «Зима»                                          | 3:08         |
| 12.                 | «Бабочки»                                       | 3:03         |
| 13.                 | «Дневник»                                       | 2:29         |
| 14.                 | «Космонавт»                                     | 2:58         |
| 15.                 | «Выходной»                                      | 2:28         |
| 16.                 | «Ну и пусть!»                                   | 2:17         |
| 17.                 | «Хорошо!»                                       | 2:05         |
| 18.                 | «Урманга»                                       | 2:38         |
| Общая длительность: | Общая длительность:                             | 49:06        |